# データゼネラルRDOS
データゼネラルRDOS (R''eal-time Disk Operating System) は、1970年にリリースされたリアルタイムオペレーティングシステムである。 このソフトウェアは、同社の評判が高いNovaとEclipseミニコンピュータに同梱し販売されていた。

## 概要
RDOSはマルチタスクを実行することができ、64kBのメモリ空間内にある2つのグラウンド (フォアグラウンドとバックグラウンド ) のそれぞれで、同時に最大32個の "タスク"（現在のスレッドと同様）を実行できた。それ以降のバージョンのRDOSは、データゼネラルの16ビット Eclipseミニコンピュータラインと互換性があった。
RDOSの簡易版は、リアルタイムのバックグラウンド機能やフォアグラウンド機能を備えていないものの、マルチスレッドおよびマルチユーザーのデータゼネラル ビジネス Basic (Data General Business Basic)を実行することが可能なデータゼネラル ディスクオペレーティングシステム (Data General Diskette Operating System)  (DG-DOS、または現在は多少まぎわしいもののシンプルにDOS) と呼ばれた。もう1つ関連するオペレーティングシステムは、ディスクレス環境用のリアルタイムオペレーティングシステムであるRTOSである。 microNOVAベースの "Micro Products" マイクロミニコンピューター上のRDOSは、DG/RDOSと呼ばれることもある。 
RDOSは、1980年代初頭にAOS/VSやMP/AOS(小規模システムではMP/OS)など、データゼネラルのAOSファミリーのオペレーティングシステムによって置き換わった。

### コマンド
次のリストのコマンドが RDOS/DOS CLIで使用できる。
- ALGOL
- APPEND
- ASM
- BASIC
- BATCH
- BOOT
- BPUNCH
- BUILD
- CCONT
- CDIR
- CHAIN
- CHATR
- CHLAT
- CLEAR
- CLG
- COPY
- CPART
- CRAND
- CREATE
- DEB
- DELETE
- DIR
- DISK
- DUMP
- EDIT
- ENDLOG
- ENPAT
- EQUIV
- EXFG
- FDUMP
- FGND
- FILCOM
- FLOAD
- FORT
- FORTRAN
- FPRINT
- GDIR
- GMEM
- GSYS
- GTOD
- INIT
- LDIR
- LFE
- LINK
- LIST
- LOAD
- LOG
- MAC
- MCABOOT
- MDIR
- MEDIT
- MESSAGE
- MKABS
- MKSAVE
- MOVE
- NSPEED
- OEDIT
- OVLDR
- PATCH
- POP
- PRINT
- PUNCH
- RDOSSORT
- RELEASE
- RENAME
- REPLACE
- REV
- RLDR
- SAVE
- SDAY
- SEDIT
- SMEM
- SPDIS
- SPEBL
- SPEED
- SPKILL
- STOD
- SYSGEN
- TPRINT
- TUOFF
- TUON
- TYPE
- VFU
- XFER

## 反トラスト訴訟
1970年代の後半、RDOSをデータゼネラルNovaやEclipseミニコンピュータに同梱する策略のために、データゼネラルは競合他社から (シャーマンおよびクレイトン独占禁止法の下で)  訴えられた。 データゼネラルがNovaを発表したとき、デジダイン (Digidyne) 社は、自社のハードウェアクローンで RDOS オペレーティングシステムを使う事を望んだ。 データゼネラルは「バンドリング権」を主張し、ソフトウェアのライセンスを拒否した。1985年、米国第9連邦巡回区控訴裁判所を含む裁判所は、デジダイン対データゼネラルと呼ばれる訴訟でデータゼネラルに対して判決を下した。 合衆国最高裁判所は、 ホワイトとブラックマン連邦最高裁判事がそれを聞いたであろうが、データゼネラルの控訴を審理することを断った。ソフトウェアをデータゼネラルのハードウェアのみに制限することは違法な結束の取り決めであったため、下級裁判所の先例により、最終的にはデータゼネラルにオペレーティングシステムのライセンスを強制することになった。
1999年、データゼネラルはEMC Corporationによって買収された。